# Cascade de Mahamanina
La cascade du Mahamanina est une chute d'eau de 60 m entourée d’une végétation luxuriante au nord de Madagascar.

## Géographie
Elle se situe dans la région de Diana, à 15 km de la ville d'Ambanja par la route nationale 6.
Deux autres cascades de la rivière de Mirahavavyse se trouvent à 14 km sur la route de Sambirano.